# Laumière (metropolitana di Parigi)
Laumière è una stazione della metropolitana di Parigi, sulla linea 5 (Place d'Italie - Bobigny) ed è ubicata nel XIX arrondissement di Parigi.

## La stazione
La stazione è situata in avenue Jean-Jaurès ad angolo con avenue de Laumière ed è dedicata a Xavier Jean Marie Clément Vernhet de Laumière (1812-1863), generale d'artiglieria morto in Messico a causa di alcune ferite ricevute in combattimento.

### Storia
La stazione venne aperta il 12 ottobre 1942, in occasione del prolungamento della linea 5 da Gare du Nord a Église de Pantin.

### Accessi
- 1 - scala mobile su numerazione dispari di avenue Jean Jaurès
- 2 - scala al 34, avenue Laumière
- 3 - scala al 43, avenue Laumière

## Interconnessioni
- Bus RATP - 60
- Noctilien - N13, N41, N45